# 플론
플론(Plone)은 Zope 웹 애플리케이션 서버 위에 빌드된 자유 오픈 소스 저작물 관리 시스템(CMS)이다. 플론은 엔터프라이즈 CMS급이며 인트라넷용으로, 그리고 대형 기관의 웹의 일부로 흔히 사용된다. 저명한 공공 부문 사용자들로는 미국 연방수사국, 브라질 정부, 유엔, 베른(스위스), 뉴사우스웨일스주정부(오스트레일리아), 유럽 환경청이 포함된다. 플론의 지지자들은 보안 추적 기록과 접근성을 플론의 선택 이유로 언급한다.
플론은 수일 간 이른바 스프린트라는 개발자 미팅에서 발생하는 오랜 개발 전통을 갖고 있으며, 첫 모임이 2003년 개최되었으며 9개 모임이 2014년 발생하였다.

## 출시 역사
| 버전 | 출시일          | 개발 시간 (일) |
| ---- | --------------- | -------------- |
| 0.1  | 2001년 10월 4일 |                |
| 1.0  | 2003년 2월 6일  | 490            |
| 2.0  | 2004년 3월 23일 | 411            |
| 2.1  | 2005년 9월 6일  | 532            |
| 2.5  | 2006년 9월 19일 | 378            |
| 3.0  | 2007년 8월 21일 | 336            |
| 3.1  | 2008년 5월 2일  | 255            |
| 3.2  | 2009년 2월 7일  | 281            |
| 3.3  | 2009년 8월 19일 | 193            |
| 4.0  | 2010년 9월 1일  | 378            |
| 4.1  | 2011년 8월 8일  | 341            |
| 4.2  | 2012년 7월 5일  | 332            |
| 4.3  | 2013년 4월 13일 | 282            |
| 5.0  | 2015년 9월 28일 | 898            |
| 5.1  | 2018년 5월 1일  | 946            |
| 5.2  | 2019년 7월 19일 | 444            |

## 같이 보기
- 저작물 관리 시스템
- 저작물 관리 시스템 목록